# Campeonato Europeo Sub-18 1993
El Campeonato Europeo Sub-18 1993 se llevó a cabo en Inglaterra del 18 al 25 de julio y contó con la participación de 8 selecciones juveniles de Europa provenientes de una fase eliminatoria.
El anfitrión Inglaterra venció en la final a Turquía para conseguir su noveno título del torneo.

## Participantes
| - Francia - Inglaterra (anfitrión) - Hungría - Países Bajos | - Portugal - Rumania - España - Turquía |

## Fase de grupos

### Grupo A
| País     | J | G | E | P | GF | GC | GD | Pts |
| -------- | - | - | - | - | -- | -- | -- | --- |
| Turquía  | 3 | 2 | 1 | 0 | 6  | 1  | +5 | 5   |
| Portugal | 3 | 1 | 1 | 1 | 2  | 2  | 0  | 3   |
| Hungría  | 3 | 1 | 1 | 1 | 2  | 3  | –1 | 3   |
| Rumania  | 3 | 0 | 1 | 2 | 0  | 4  | –4 | 1   |

| 18 de julio | Portugal | 0–0 | Rumania  |
|             | Hungría  | 1–1 | Turquía  |
| 20 de julio | Portugal | 2–0 | Hungría  |
|             | Rumania  | 0–3 | Turquía  |
| 22 de julio | Turquía  | 2–0 | Portugal |
|             | Rumania  | 0–1 | Hungría  |

### Grupo B
| País         | J | G | E | P | GF | GC | GD | Pts |
| ------------ | - | - | - | - | -- | -- | -- | --- |
| Inglaterra   | 3 | 3 | 0 | 0 | 11 | 2  | +9 | 6   |
| España       | 3 | 2 | 0 | 1 | 8  | 8  | 0  | 4   |
| Países Bajos | 3 | 0 | 1 | 2 | 4  | 8  | –4 | 1   |
| Francia      | 3 | 0 | 1 | 2 | 2  | 7  | –5 | 1   |

| 18 de julio | Francia      | 0-2 | Inglaterra   |
|             | España       | 3–2 | Países Bajos |
| 20 de julio | Inglaterra   | 4–1 | Países Bajos |
|             | España       | 4–1 | Francia      |
| 22 de julio | Países Bajos | 1–1 | Francia      |
|             | Inglaterra   | 5–1 | España       |

## Tercer Lugar
| 25 de julio de 1993 | España                  | 2 – 1 | Portugal      | Nottingham, |  |
|                     | Gálvez 11' · García 44' |       | Nuno Luis 40' |             |  |

## Final
| 25 de julio de 1993 | Inglaterra        | 1 – 0   | Turquía | Nottingham,                                            |                                                        |
|                     | Caskey 77' (pen.) | Reporte |         | Asistencia: 24.000 espectadores Árbitro(s): R.H. Olsen | Asistencia: 24.000 espectadores Árbitro(s): R.H. Olsen |

## Campeón
| Eurocopa Sub-18 1993  |
| --------------------- |
| Bandera de Inglaterra |
| Inglaterra 9º Título  |